# Ballintubber
À environ 7 miles au sud de Castlebar (la capitale du Comté de Mayo), se trouve un village appelé Ballintubber. Son histoire remonte aux temps chrétiens, car les pèlerins venant de l'est passaient par Ballintubber sur leur route vers la montagne sacrée située sur la côte ouest, aujourd'hui appelée Croagh Patrick.
Quand Saint Patrick apporta le Christianisme en Irlande (début du Ve siècle), il construisit une église à Ballintubber. L'abbaye que l'on voit actuellement fut érigée en 1216 par le Roi Cathal O'Conor. C'est la seule église en Irlande ayant été construite par un roi et étant toujours utilisée quotidiennement.
L'abbaye de Ballintubber est connue pour être « l'abbaye qui refuse de mourir ». Malgré de nombreuses vicissitudes, comme l'armée de Cromwell qui la brûla en 1653, l'abbaye est restée un endroit de culte en dépit de ces années d'attaques incessantes et de répression religieuse.
Construite en 1216, elle se dresse à côté d'un site monastique datant du Ve siècle associé à St Patrick. Ballintubber garde un air de beauté antique et spirituelle et a été restauré dans une élégance simple.